# Bad Kohlgrub
Bad Kohlgrub è un comune tedesco di 2 423 abitanti, situato nel land della Baviera.